# یواس‌اس هلنا (پی‌جی-۹)
یواس‌اس هلنا (پی‌جی-۹) (به انگلیسی: USS Helena (PG-9)) یک کشتی بود که طول آن ۲۵۰ فوت ۹ اینچ (۷۶٫۴۳ متر) بود. این کشتی در سال ۱۸۹۶ ساخته شد.